# Thupten Dzsinpa
Thupten Dzsinpa Langri (Wylie: dge bshes thub bstan sbyin pa) buddhista tudós, fordító, író, aki 1985 óta a 14. Dalai Láma egyik legfőbb személyi tolmácsa. Őszentsége a Dalai láma tíz könyvét fordította és szerkesztette, többek között a következőket: A tibeti buddhizmus világa (Wisdom Publications, 1995), Egy jó szív: Jézus tanításai buddhista nézőpontból (Wisdom Publications, 1996), a The New York Times bestseller Ősi bölcsesség, modern világ – Erkölcsi gondolatok az új évezredre (Riverhead, 1999).

## Élete
Thupten Dzsinpa Langri Tibetben született 1958-ban. Négyéves volt, amikor szüleivel elmenekültek az országból. Az alsóbb osztályokat a dél-indiai Karnátaka állam Maiszúr városában található Congkar Csöde kolostorban végezte majd később beiratkozott a Ganden kolostor egyetem Sarce főiskolájára, Mundgod városban. Itt szerezte meg a Gese Lharam tudományos fokozatot. Ezután buddhista episztemológiát, metafizikát, középút filozófiát és buddhista pszichológiát tanított a Ganden kolostorban öt évig. Dzsinpa később nyugati filozófiából alapfokú diplomát szerzett, illetve a vallási tudományok terén filozófiai doktori címet szerzett, mindkettőt Angliában, a Cambridge-i Egyetemen.
1996 és 1999 között a cambridgei Girton Főiskolán a Margaret Smith Kutató Társulat munkatársa volt keleti vallások területén, ahol azóta létrehozta a Tibeti Klasszikusok Intézetét, amelynek az elnöke és egyben az intézet Klasszikusok Tibetben című sorozat főszerkesztője. Szintén tagja a Mind and Life intézet tanácstestületének, amely segít előmozdítani a buddhista hagyományok és a nyugati tudományok közötti párbeszédet.
Ezen kívül látogató kutató a Stanford Egyetem Stanford Intézetében, ahol idegfejlesztéssel és fordítási idegtudománnyal foglalkoznak.
Gese Thupten Dzsinpa több könyv és cikk szerzője. Legutolsó művei a A spirituális élmény tibeti énekei (Tibetan Songs of Spiritual Experience) és az Én, valóság és értelem a tibeti gondolkodásban: Congkapa a középút megtalálója (Self, Reality and Reason in Tibetan Thought: Tsongkhapa's Quest for the Middle View).

## Galéria

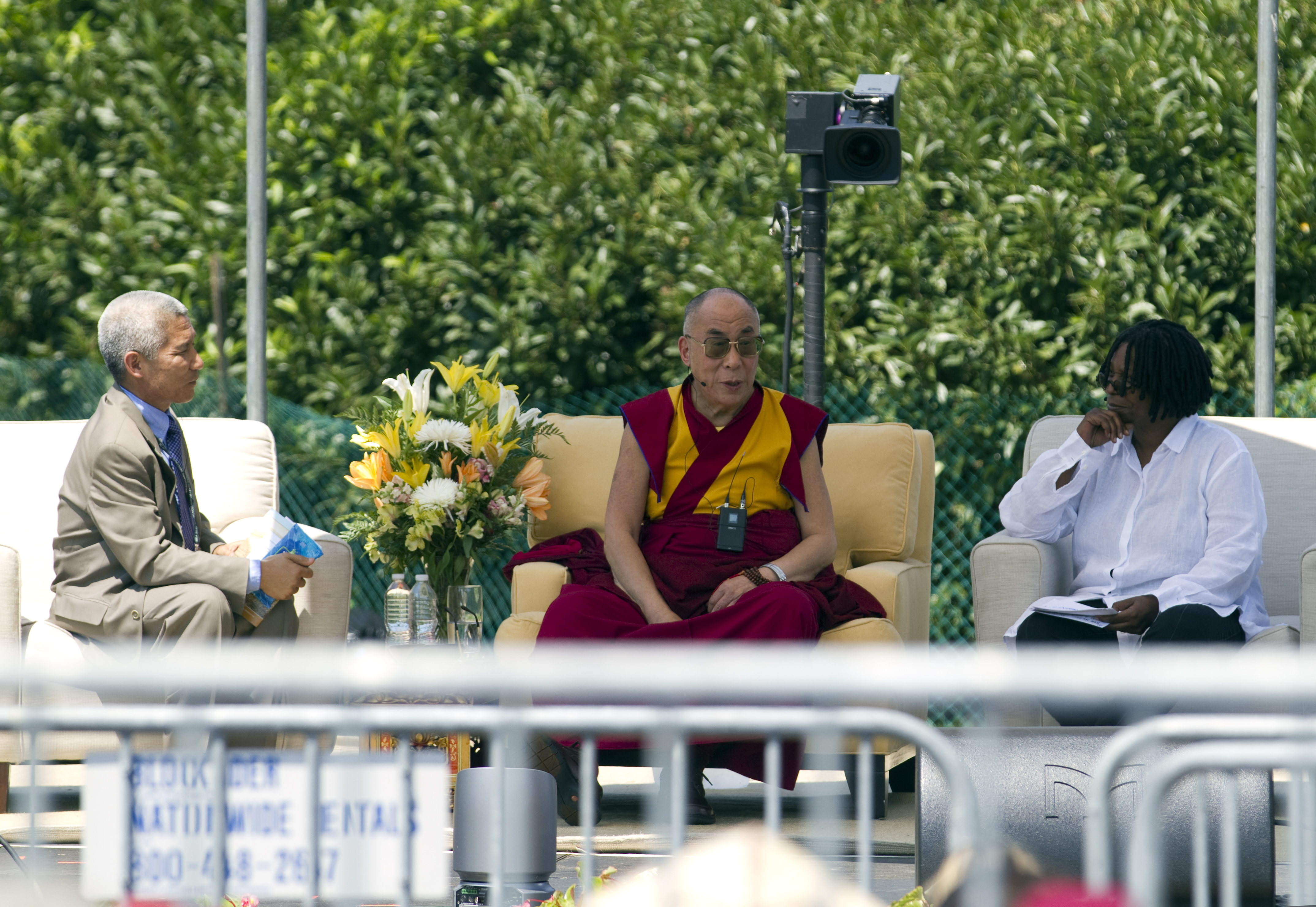
A dalai láma és Whoopi Goldberg társaságában 2011-ben
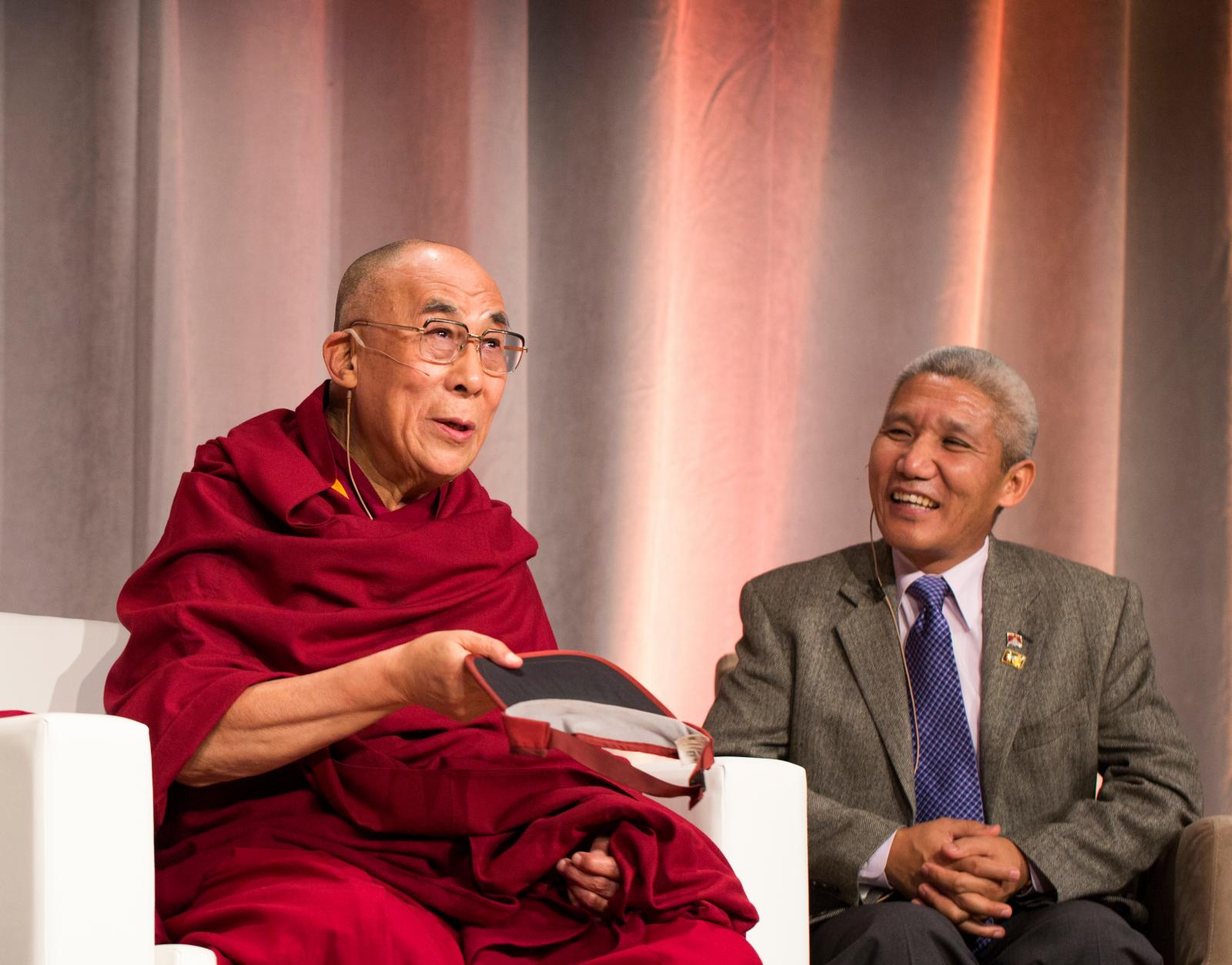
A 14. dalai lámával Bostonban 2012-ben